# Hispano-Suiza Carmen
Hispano-Suiza Carmen – elektryczny hipersamochód, produkowany przez hiszpańskie przedsiębiorstwo Hispano-Suiza Cars od 2019 roku.

## Historia i opis modelu

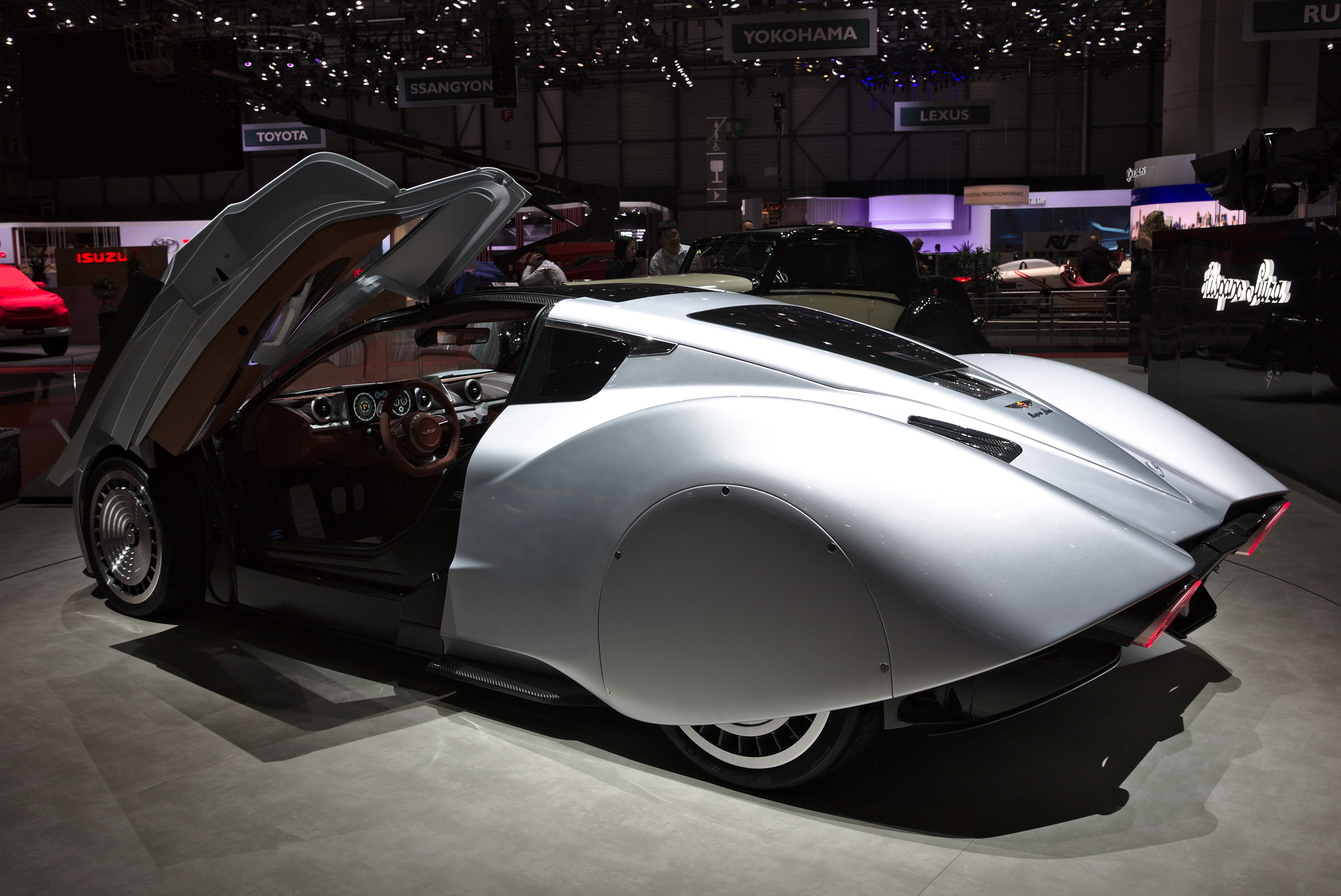
Hispano-Suiza Carmen – tył

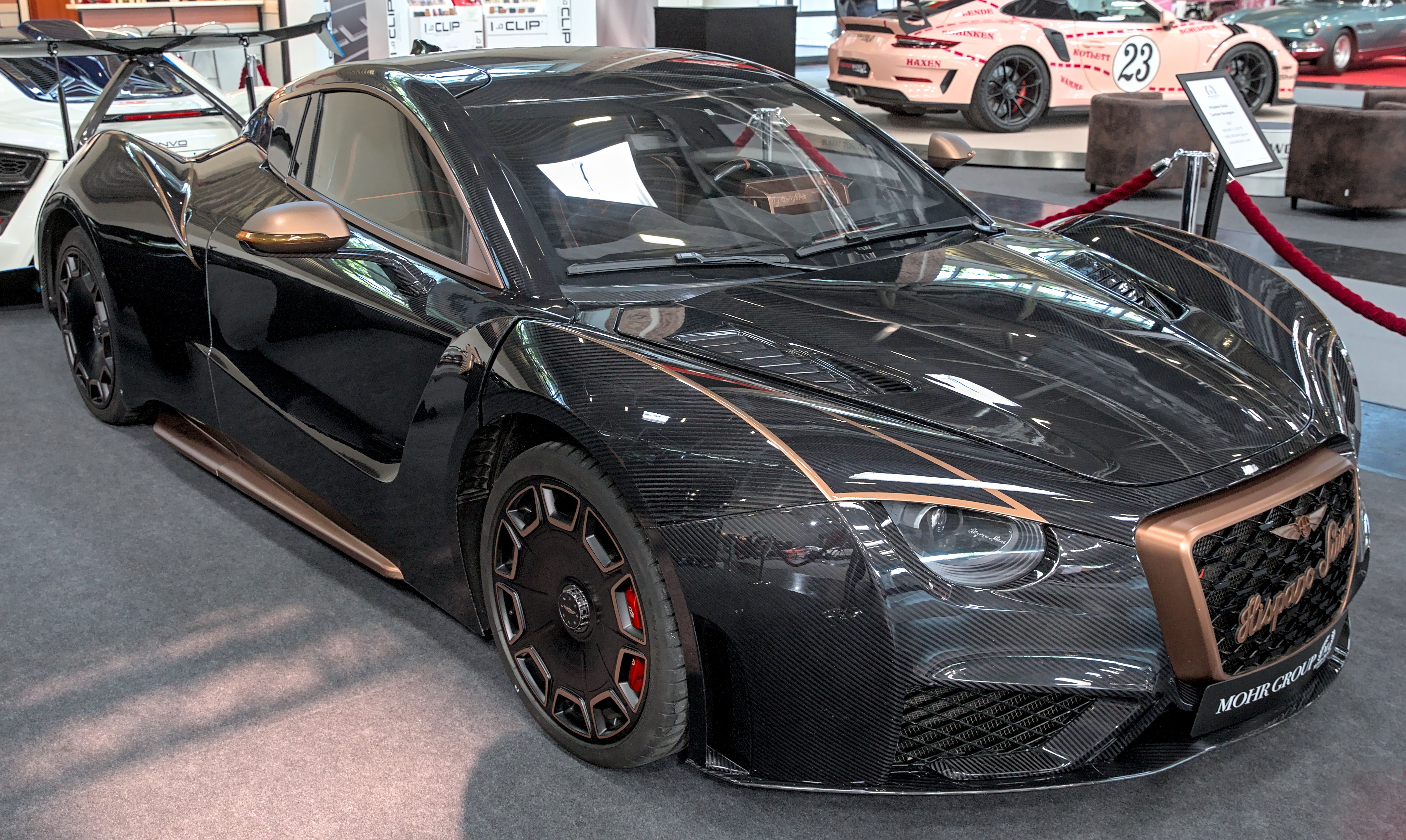
Hispano-Suiza Carmen Boulogne

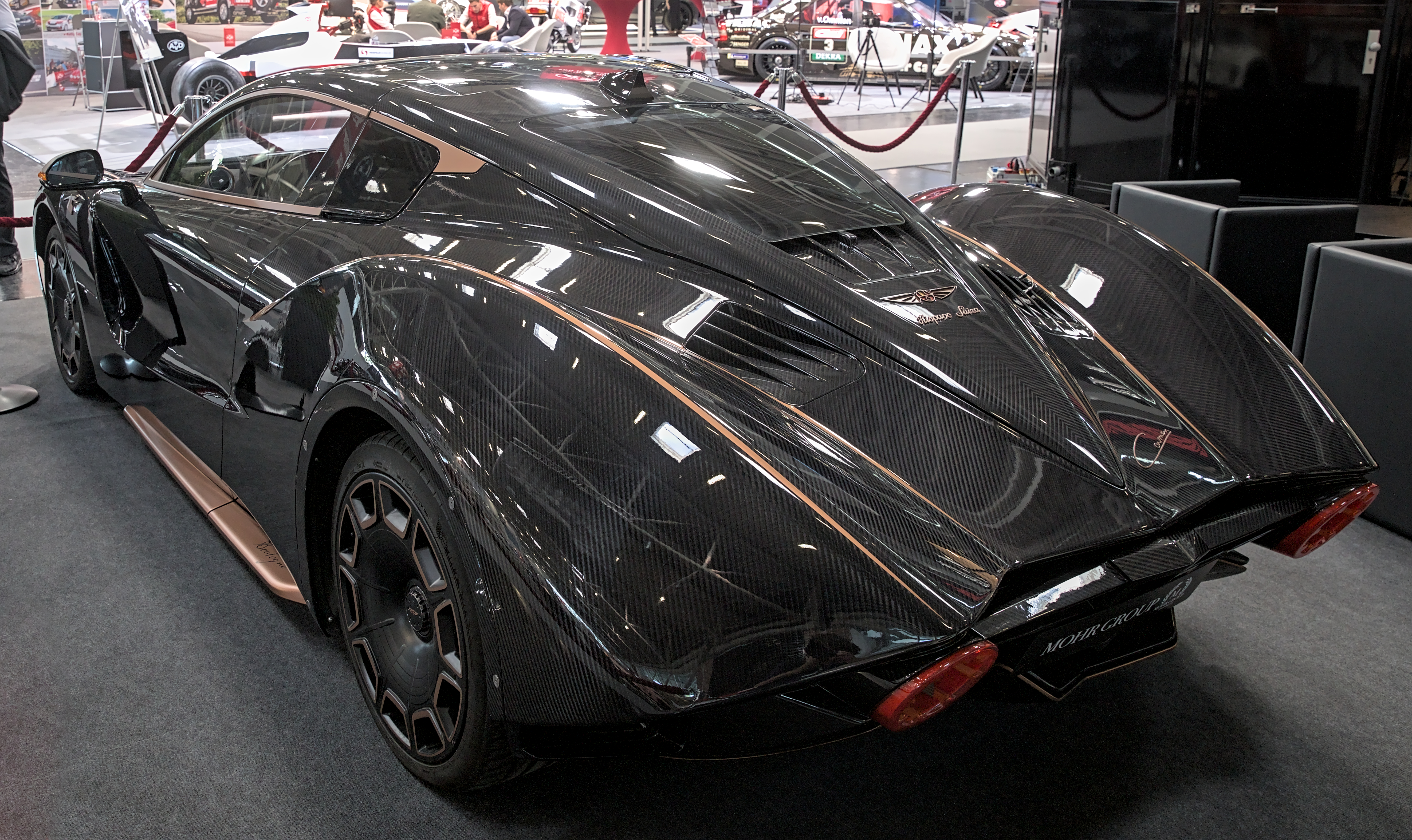
Hispano-Suiza Carmen Boulogne – tył

Przedsiębiorstwo Hispano-Suiza Cars, założone przez spadkobierców historycznego Hispano-Suiza, z powodzeniem skonstruowało i wdrożyło do produkcji pierwszy od lat 30. XX wieku hiszpański samochód, noszący ponownie tę markę. Carmen miała swoją premierę w marcu 2019 roku podczas wystawy samochodowej Geneva Motor Show, przyjmując postać dwudrzwiowego coupe. Samochód zbudowano na karbonowej ramie, którą przykryto aluminiowym nadwoziem. Jako hipersamochód, hiszpańskie przedsiębiorstwo zbudowało odpowiedź na inne superszybkie samochody elektryczne takich firm jak Lotus czy Rimac.
Za projekt stylistyczny samochodu odpowiedzialne było hiszpańskie studio projektowe Cero Design z Barcelony, nadając mu estetykę łączącą awangardowe, futurystyczne rozwiązania stylistyczne z estetyką retro nawiązującą bezpośrednio do zbudowanego w jednym egzemplarzu samochodu oryginalnego Hispano-Suiza z 1938 roku – modelu H6C Dubonnet Xenia. Wyraźnie wykazały to m.in. zakryte nadkola nad tylnymi kołami, a także szpiczasty i ostro zakończony tył zdobiony przetłoczeniami i logotypami nawiązującymi do historycznych oznaczeń Hispano-Suiza.
Historyczne tło ma także nazwa, Hispano-Suiza Carmen, która bezpośrednio nawiązuje do prawnuczki jednego ze współzałożycieli dawnego Hispano-Suiza Damián Mateu, Carmen Mateu. Ta próbowała przywrócić działalność Hispano-Suiza jako firmy motoryzacyjnej bez powodzenia, przez co twórcy Hispano-Cuiza Cars oddali jej hołd.

### Carmen Boulogne
We wrześniu 2021 roku Hispano-Suiza Cars przedstawiło specjalny, limitowany wariant swojego elektrycznego hipersamochodu w postaci Carmen Boulogne. Samochód przeszedł obszerne wizualne modyfikacje, tracąc charakterystyczną zaślepkę tylnych kół, a zyskując za to nielakierowanym, czarnym nadwoziem z włókna węglowego wzbogaconego miedzianymi wstawkami. Samochód zyskał także mocniejszy układ napędowy, w którym do standardowych 2 silników elektrycznych dodano kolejne dwa, osiągając przez to łączną moc 1114 KM i 1600 Nm maksymalnego momentu obrotowego. Samochód osiąga 100 km/h w 2,7 sekundy, a prędkość maksymalną ograniczono do 290 km/h. Firma zaplanowała skonstruowanie 5 egzemplarzy, z dostawami wyznaczonymi na 2022 rok. Cena pojazdu wynosi niecałe 2 miliony euro.

### Sprzedaż

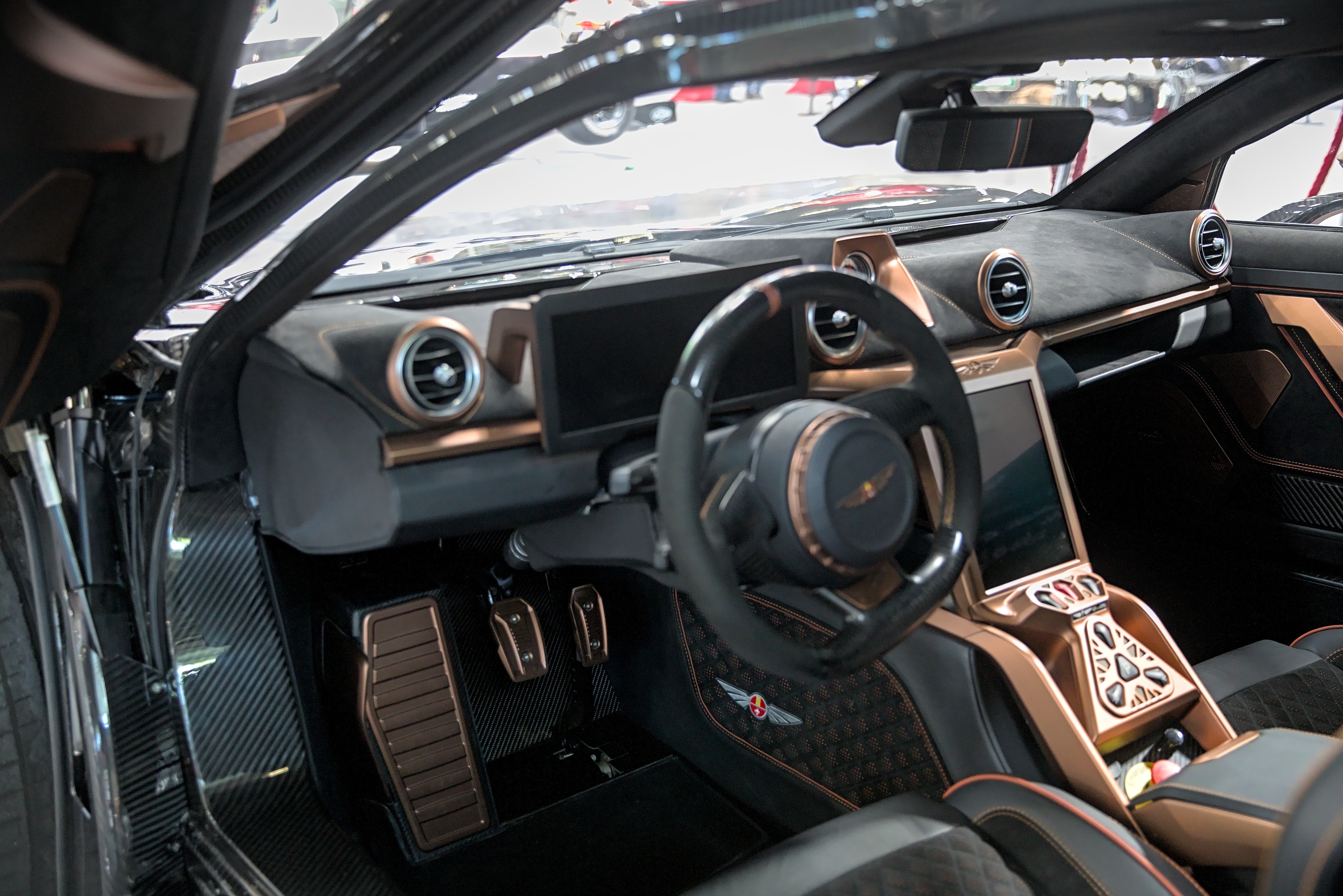
Hispano-Suiza Carmen Boulogne – kokpit

Carmen jest samochodem ściśle limitowanym, którego wolumen produkcyjny ograniczono do 19 sztuk włącznie ze specjalną, 5-egzemplarzową linią Carmen Boulogne. Każdy z egzemplarzy jest budowany ręcznie na zamówienie, a nabywca może personalizować swój samochód z szerokiej palety 1904 opcji. Cena standardowego modelu wynosi ponad 1,7 mln euro, a pula wszystkich przewidzianych do wyprodukowania egzemplarzy została w pełni wyprzedana w drugiej połowie 2021 roku.

### Dane techniczne
Hispano-Suiza Carmen jest samochodem w pełni elektrycznym, który napędzany jest dwoma silnikami elektrycznymi umieszczonymi przy tylnej osi, które rozwijają łączną moc 1019 KM. Samochód osiąga 100 km/h w 2,9 sekundy, a prędkość maksymalną ograniczono elektronicznie do 250 km/h. Moc przenoszona jest na tylną oś, a rozkład mas przedniej wobec tylnej części nadwozia wynosi 40:60. Akumulatory o pojemności 80 kWh pozwalają na przejechanie na jednym ładowaniu do maksymalnie 400 kilometrów.